# Aliciklusos vegyületek

A ciklopropán a legkisebb aliciklusos vegyület.

Az aliciklusos vegyületek olyan alifás szerves vegyületek, amelyek gyűrűt is tartalmaznak. Egy vagy több, csak szénatomból álló gyűrű található bennük, melyek lehetnek telítettek vagy telítetlenek, de nincs aromás jellegük. Az aliciklusos vegyületekben a gyűrűhöz kapcsolódhat alifás oldallánc is.
Nevük a görög αλοιφή (aloifé: olaj, kenőcs, zsír), és κύκλος (küklosz: kör, gyűrű, karika) szóból származik.
Egyszerű aliciklusos vegyületek a cikloalkánok – ciklopropán, ciklobután és ciklohexán. Többgyűrűs cikloalkán a  dekalin. A biciklusos alkének közé tartozik például a norbornén és a norbornadién. A spiro vegyületekben két gyűrű egy szénatomon keresztül kapcsolódik egymáshoz.
Számos aliciklusos vegyület képződésekor a gyűrűzáródás módja a Baldwin-szabály alapján jósolható meg.
Az exociklusos csoport mindig a gyűrűs szerkezeten kívül található, például a bal oldalon exociklusos kettős kötés látható:

Bal oldalon: exociklusos kettős kötés.
Jobb oldalon: szabályos kettős kötés (1-metilciklohexén)

Egy másik példa az izotoluol.[forrás?]

## Cikloalkének

A ciklohexén egy kettős kötést tartalmazó aliciklusos vegyület.

A monociklusos cikloalkének közé tartozik a ciklobutén, ciklopropén és ciklohexén.
Az aliciklusos vegyületekben a kettős kötés helyzete a Bredt-szabály alapján jósolható meg.

## Fordítás
- Ez a szócikk részben vagy egészben a Alicyclic compound című angol Wikipédia-szócikk ezen változatának fordításán alapul.  Az eredeti cikk szerkesztőit annak laptörténete sorolja fel. Ez a jelzés csupán a megfogalmazás eredetét és a szerzői jogokat jelzi, nem szolgál a cikkben szereplő információk forrásmegjelöléseként.